# Marie Seebach
Marie Seebach, född den 24 februari 1829 i Riga, död den 3 augusti 1897 i Sankt Moritz, var en tysk skådespelerska.
Seebach utbildades först till operasångerska och uppträdde med framgång i Lübeck, Danzig och Kassel. Hon var 1854–1856 anställd vid Hofburgtheater i Wien och 1856–1866 vid Hovteatern i Hannover. Under några år därefter gav hon gästspel i bland annat Sankt Petersburg, Nederländerna och USA, och var från 1886 medlem av Königliches Schauspielhaus i Berlin.
Seebach var en av Tysklands mest berömda tragiska skådespelerskor. Hennes främsta roller var Gretchen i Johann Wolfgang Goethes Faust, Klärchen i Goethes Egmont, Ofelia i Hamlet, Jane Eyre, Maria Stuart, Lady Macbeth och Kriemhild.
1859 gifte hon sig med tenorsångaren Albert Niemann, ett äktenskap som 1868 slutade med skilsmässa. Hon upprättade 1895 i sitt hem i Weimar Marie-Seebach-Stiftung, en understödsinrättning för fattiga skådespelare av båda könen, till vilken hon testamenterade sin förmögenhet.